# Ультразвуковой отпугиватель грызунов
Ультразвуковой отпугиватель грызунов генерирует волны высокой частоты и большой громкости. Создавая в помещениях дискомфортную обстановку для грызунов, заставляет их покинуть охраняемую прибором территорию.
Основываясь на обзоре испытаний шести коммерческих продуктов, отчет, сделанный в Университете Линкольна, штат Небраска, в 1995 году, пришел к выводу, что все устройства, оцененные в диапазоне частот и уровней децибел, были недостаточны для отпугивания грызунов. Агентство по охране окружающей среды возбудило судебный иск против поставщиков продукции, и впоследствии ни одна из них не была продана в результате штрафов, наложенных на производителей.

## Принцип действия
Для предупреждения привыкания грызунов к ультразвуковому излучению в приборах предусмотрено автоматическое изменение диапазона излучаемых ультразвуковых частот.
Ультразвуковые волны отражаются от твердых материалов и покрытий (дерево, стекло, бетон и т. д.) и поглощается мягкими материалами (шторы, ковровые покрытия, продукция хранимая в мешках и т. д.).

## Воздействие на человека и домашних животных
По большей части приборы данного типа безвредны для человека и домашних животных, но в зависимости от производителя и моделей, встречаются факты воздействия на животных, преимущественно — собак. Так же есть ультразвуковые отпугиватели, работа которых слышна человеческому уху. К счастью, российские компании, специализирующиеся на поставках этого оборудования, не закупают «забракованные» модели, так что риск приобрести ультразвуковой отпугиватель, который навредит вам или вашим домашним животным минимален.

## Рекомендуемая область применения
Ультразвуковые отпугиватели применимы в жилых, офисных, складских помещениях, гаражах, подвалах, чердаках, промышленных предприятиях.
Лучше всего включать отпугиватель в максимально пустой комнате - так он будет лучше работать.